# La Cibeles
La Cibeles es una zarzuela, denominada comedia lírica, en tres actos, dividido el segundo en dos cuadros, con libreto de Federico Romero Sarachaga y Guillermo Fernández-Shaw Iturralde y música de Jacinto Guerrero. Se estrenó en el Teatro Fontalba de Madrid el 22 de febrero de 1936.

## Comentario
Una de las grandes reformas que trajo consigo la Segunda República Española, fue la implantación del divorcio. Esto fue un gran caballo de batalla para muchos sectores conservadores, cuyas opiniones no eran nada favorables ante esta ley, llegando a reflejarse tanto en obras de teatro (Anacleto se divorcia, A divorciarse tocan) como en el cine (Madrid se divorcia).
Aprovechando este punto de partida, Federico Romero y Guillermo Fernández-Shaw, construyen una obra en la cual, más que desarrollar un teatro de tesis o de opiniones, tratan de hacer ver un punto de vista, pues era bien sabida las opiniones conservadoras y poco favorables que sobre el régimen republicano tenían esta pareja de libretistas; creando un personaje de fuerte raigambre castiza y defensora de valores tradicionales, sin caer en el mero maniqueísmo, puesto que al final logra imponer su corazón antes que sus ideas. 
Al apartado musical, el maestro Jacinto Guerrero, se había consagrado como uno de los compositores más populares, llegando a acuñar el término "Guerreriano" a los número más populares salidos de sus manos. En esta partitura hay un gran sabor popular y castizo, sin olvidar la presencia moderna de aquellos años, destacando números como La Canción del Mantón o la Romanza de Mauricio.

## Argumento
La acción transcurre en Madrid en la época del estreno (1936).
- Acto Primero

En una modesta tienda de antigüedades situada en la ribera de curtidores, vive Juliana, apodada la Cibeles, una mujer muy castiza y de ideas algo conservadoras, con sus dos hijos, Apolo, un vendedor de antigüedades librepensador y culto, y Mauricio, un representante de vinos trabajador y sensato. 
Juliana siempre está velando por el bienestar de sus hijos, a los que se queda a su cargo tras separarse de su marido, el señor Valentín, por no saber cumplir sus deberes como marido y padre. Por la puerta de la tienda aparece Rosendo, un limpiabotas bastante caradura, a ofrecerse a arreglarle los zapatos a Mauricio y a traerle un recado a Juliana de parte de su marido. Ella le recrimina su conducta con Charo, ahijada de ella, al abandonarla con un niño; la respuesta de él es sus diferencias de ideas con ella, al no aceptar un matrimonio por la iglesia.
Llega a la tienda Serapio, un sinvergüenza amigo del señor Valentín, a presentarle los respetos y a ayudar a Rosendo con el mensaje. El señor Valentín le pide legalizar su separación con el divorcio; ante esta noticia, Juliana se niega en rotundo, ya que eso va en contra de sus principios. Aprovecha Serapio para insinuarle a ella su atracción, cosa que provoca más su indignación y despide a ambos con malos modos, ante la admiración y el orgullo de sus hijos. Juliana queda intrigada por la petición y decide marcharse a la calle a hacer algunas averiguaciones.
Entra en la tienda, Librada, la exmujer de Serapio, la cual trae a Apolo de cabeza y provoca muchos disgustos a Juliana, con la propuesta de un negocio, marchándose ambos y quedándose Mauricio a cargo de la tienda; mientras realiza su trabajo, llega a la tienda Delfina, una atractiva y misteriosa mujer a preguntar por un baúl; entre ellos se establece un pequeño flirteo, que termina al marcharse ella. 
Vuelve Apolo de la calle y nota la presencia femenina, debido al perfume, y le interroga a Mauricio sobre la misteriosa mujer, descubriendo el bolso de ella encima del baúl. Deciden registrarlo, encontrando un retrato de Valentín, descubriendo que es la novia de él. Entra en la tienda el señor Valentín, un contratista achulado y padre de Apolo y Mauricio, produciéndose una agria discusión entre ellos; él se fija en el baúl y decide comprarlo, ante la negativa de ellos, se marcha, prometiendo volver por él.
Asoma por la puerta, Charo con su bebé, el cual no para de llorar, y pide ayuda a Apolo y Mauricio para poderlo calmar. Llega Juliana con las averiguaciones pertinentes sobre la petición de divorcio de Valentín, el motivo es para casarse con otra, cosa que corroboran sus hijos gracias a los datos hallados en el bolso de la mujer, reafirmando Juliana su postura de no concederle el divorcio, nada más a su muerte. Se oyen los lloros del bebe y entra Charo desesperada; Juliana lo coge en brazos y tiernamente lo acuna, logrando al fin que se calme, ante el asombro de todos.
- Acto segundo

- Cuadro primero
En el jardín de una villa en la Ciudad Lineal, Delfina da una fiesta para sus compañeras Pelotaris, a la que concurren también Serapio y Valentín. 
Hace acto de presencia Mauricio ante la sorpresa de todos, viene a devolverle el bolso a Delfina y a encararse con Valentín, para averiguar los motivos del posible matrimonio con su padre. Tras una tensa conversación, Mauricio se marcha despidiéndose irónicamente de su padre.
Todas las compañeras de Delfina quedan impresionadas por la apostura del muchacho, Valentín estalla indignado por el comportamiento de Mauricio, dejando ver su malestar por las indagaciones de su hijo.
Al poco rato llega Juliana, acompañada de Apolo, a traer el baúl al hotelito, encontrándose con Delfina y todos los demás. Juliana aprovecha para poner en ridículo a Valentín, y encararse con Delfina, la cual recalca su voluntad de casarse con Valentín. Juliana se ríe y le revela la verdad, que ella es su esposa y no consiente el divorcio, marchándose orgullosa.
Valentín, rabiando ante la actitud de su exmujer, marcha a preparar las cosas para la sesión fotográfica con las compañeras de Delfina. Al quedar ella sola, aparece Mauricio para ofrecerle una botella de vino, Delfina le prepara un coctel. Al ir a beber los dos se produce un pequeño flirteo quedando los dos extasiados mirándose a los ojos.
- Cuadro Segundo
En un jardín de un restaurante en la bombilla, se celebra un baile, al que concurren varias parejas, entre ellas están Apolo y Librada; está amenizado por un organillero llamado Padereuski, acompañado por la voz de Rosendo que canta a su lado; al momento llegan dos policías y los detienen a ambos, llevándoselos del jardín, ante el asombro de la concurrencia.
Llega Juliana, interrumpiendo el baile de Apolo, y burlándose de Librada, a los cuales pone en fuga, al poco llega Charo acompañada de sus compañeras del taller de modas, a las que Juliana enseña a cómo llevar garbosamente el mantón, marchándose con ellas.
Entra por el jardín, Delfina y Mauricio, acompañados de varios amigos, dispuestos a pasar una buena tarde, los hombres se van a encargar la comida, quedando solas Delfina y sus amigas, entre ellas se entabla una conversación en donde se descubren los intereses de Delfina, de como se ha ido encaprichando de Mauricio a pesar de su noviazgo con Valentín. Durante la conversación, aparecen Charo y Pepita, las cuales quedan escuchando, al enterarse de la verdad de sus intenciones, Charo se encara con Delfina, acusándola de jugar con Mauricio y recriminándole por no tener conciencia de la situación de ellos. Delfina, desdeñando las palabras se marcha con sus amigas.
Apolo, entra y queda admirado de Pepita, a la cual comienza a asediar amorosamente ante la divertida mirada de Charo; Pepita cae en el juego, marchándose entre risas con Charo. Al momento llega Mauricio con los hombres para avisar de la comida, Apolo los sorprende y ve llegar el resto de los concurrentes. Ante esta situación, Apolo decide proponer un baile, cosa que todos aceptan de agrado, empezando a bailar.
En medio del baile, irrumpen Valentín y Serapio, indignados por lo que ven, paran el baile y apartan a Delfina y a Librada, encarándose con Mauricio y Apolo. Ambos comienzan a discutir, ante la mirada atenta de Juliana y Charo, en un arrebato Valentín pregunta violentamente a Delfina a quién prefiere, decantándose por Mauricio. Esta respuesta provoca en Juliana una gran angustia, queriendo abofetear a Delfina. Ellos se marchan a toda prisa, quedando a solas Mauricio, Juliana y Charo.
Mauricio, una vez calmados los nervios, explica a su madre que todo era solamente una estrategia para burlarle la novia a su padre y así escarmentarlo, Juliana sonríe pero pronto se torna en asombro, al saber que en medio de la broma, Mauricio se ha ido enamorando de veras de Delfina. En un ataque de desesperación, llama al señor Valentín pidiéndole los papeles del divorcio.
- Acto Tercero

En un balneario de moda, cerca del manzanares, han ido a veranear Valentín y Delfina, acompañados de varios amigos, disfrutando del baño. Valentín anda visiblemente preocupado de encontrarse con alguno de sus familiares, por lo que deciden marcharse cada uno por su lado a disfrutar del día.
Al balneario también han acudido Apolo y Pepita, los cuales disfrutan del tiempo y entablan divertidas discusiones sobre los baños. Llega Charo muy preocupada preguntando por Mauricio, el cual al enterarse del divorcio de su madre, anda buscando desesperadamente a Delfina por todas partes; por otra parte Charo comenta que al final se ha casado por la iglesia con Rosendo al salir este de la cárcel, celebrando entre los tres tan buena noticia.
Llega al balneario Mauricio acompañado de Rosendo, buscan desesperadamente a Delfina, al toparse con Charo la interrogan, ella poca información puede darles a ellos, marchándose como una exhalación. Al momento entra Valentín, y seguidamente entra Juliana, produciéndose un agrio encuentro, en el cual él le da las gracias por su favor al firmar el divorcio, cosa que ella prefiere no agradecerle, solo lo ha hecho por salvar a Mauricio de las garras de Delfina. Al marcharse Valentín, aparece Delfina, a la cual Juliana le recrimina su conducta con su hijo, y le pide su olvido, marchándose Juliana.
Delfina queda sola, dispuesta a marcharse, cuando aparece Mauricio. Él le abre su corazón, diciéndole la verdad, que todo empezó como un juego para burlarse de su padre, pero ha acabado enamorándose de verdad. Ella, se sincera con él, al revelar su conocimiento del juego y le pone al corriente del divorcio de su madre. Mauricio, no da crédito a sus palabras. Delfina se marcha sonriente, mientras llega Juliana; Mauricio la interroga y Juliana le confirma su divorcio. En un ataque de indignación intenta agredirla, pero ella se defiende con la verdad, solo lo ha hecho por salvarlo a él. Mauricio derrotado cae a sus pies implorando perdón, Apolo, el cual ha contemplado la escena se arrodilla a su lado mientras Juliana abraza a los dos y los consuela, concluyendo así la obra.

## Números musicales
- Acto Primero[6]

- Preludio (Orquesta)
- Escena: "Solo me quedan para la rifa"
- Terceto de Mauricio, Juliana y Apolo - Pasodoble: "¡Vaya una hembra con circunstancias1"
- Dúo de Delfina y Mauricio - Mazurca: "¡Vaya una Gachí! ¡Que bien modelada!"
- Fin del acto primero - Nana: "No hay manera de ver callao ha este crío"
- Acto Segundo

- Cuadro Primero

- Introducción - Mazurca - Pasacalle: "Un chocherito Leren"
- Concertante de Delfina, Juliana, Valentín, Serapio y Apolo - Chotis: "¿Qué dice usté? Que es mi mario"
- Dúo de Delfina y Mauricio - Vals - Fin del cuadro primero: " ¡Así! ¡Ya está!"
- Cuadro Segundo

- Intermedio (Orquesta)
- Introducción y Vals: "Noche de Luna"
- Juliana, Pepita, Charo y coro - Pasacalle - Canción del Mantón: "Ya estamos de vuelta"
- Escena y baile - pericón - Fin del acto segundo: "¿Usté no baila joven?"
- Acto Tercero

- Preludio (Orquesta)
- Dueto Cómico de Apolo y Pepita - Fox-Trot: "Sígueme tú que no te vas a morir"
- Romanza de Mauricio: "Aquí tampoco está"
- Dúo de Juliana y Delfina: "¡Qué sorpresa más chocante!"
- Final: "Estos hijos del alma"

## Personajes principales
- Juliana, mujer Castiza y madre coraje de ideas conservadoras. (soprano)
- Delfina, Pelotari y mujer fatal, novia de Valentín. (soprano)
- Pepita, modistilla amiga de charo. (tiple cómica)
- Charo, modistilla ahijada de Juliana y mujer de Rosendo. (tiple cómica)
- Librada, exmujer de Serapio y algo vampiresa. (actriz)
- Mauricio, hijo de Juliana y representante de vinos. (Barítono lírico)
- Apolo, hijo de Juliana y vendedor de antigüedades. (tenor cómico)
- Valentín, exmarido de Juliana y contratista sinvergüenza. (actor)
- Serapio, amigo de Valentín y sinvergüenza. (actor)
- Rosendo, limpiabotas y librepensador. (actor)
- Padereuski, organillero y radical. (actor)

## Anécdotas
Este libreto tiene una pequeña particularidad, en un principio estaba concebido para Pablo Sorozábal, y la Tabernera del Puerto para Jesús Guridi. Pero al entregar el libreto a Jesús Guridi, se encontraba realizando ya la composición de Mari-Eli, una obra de similar ambiente marinero, por lo que tuvieron que dar marcha atrás y hacer cambios, recayendo la tabernera en Pablo Sorozábal y La Cibeles en Jacinto Guerrero. De ahí se aprecia la curiosa mezcla entre el espíritu de La chulapona, mezclado con aires más modernos y cercanos, demostrando ser un libreto concebido y pensado a la medida de Pablo Sorozábal, el cual había destacado unos años antes con La del manojo de rosas.